# Dichagyris psammoxantha
Dichagyris psammoxantha är en fjärilsart som beskrevs av Zoltan Varga 1975. Dichagyris psammoxantha ingår i släktet Dichagyris och familjen nattflyn. Inga underarter finns listade i Catalogue of Life.